# Ак-Терек
Ак-Терек — село в Джеты-Огузском районе Иссык-Кульской области Кыргызстана. Административный центр Джаргылчакского аильного округа. Код СОАТЕ — 41702 210 825 01 0.

## География
Расположено на побережье озера Иссык-Куль, через село проходит автодорога А383. Село является частью курортной зоны.

## Историческое наследие
Село Ак-Терек находится на левом берегу реки Ак-Терек. Его основатели КараКозу(черный барашек) и его жена мудрая женщина Шербет–эне...

## Население
По данным переписи 2009 года, в селе проживало 3556 человек.